# Carex tereticaulis
Carex tereticaulis är en halvgräsart som beskrevs av Ferdinand von Mueller. Carex tereticaulis ingår i släktet starrar, och familjen halvgräs. Inga underarter finns listade i Catalogue of Life.